# Niet-coderend RNA

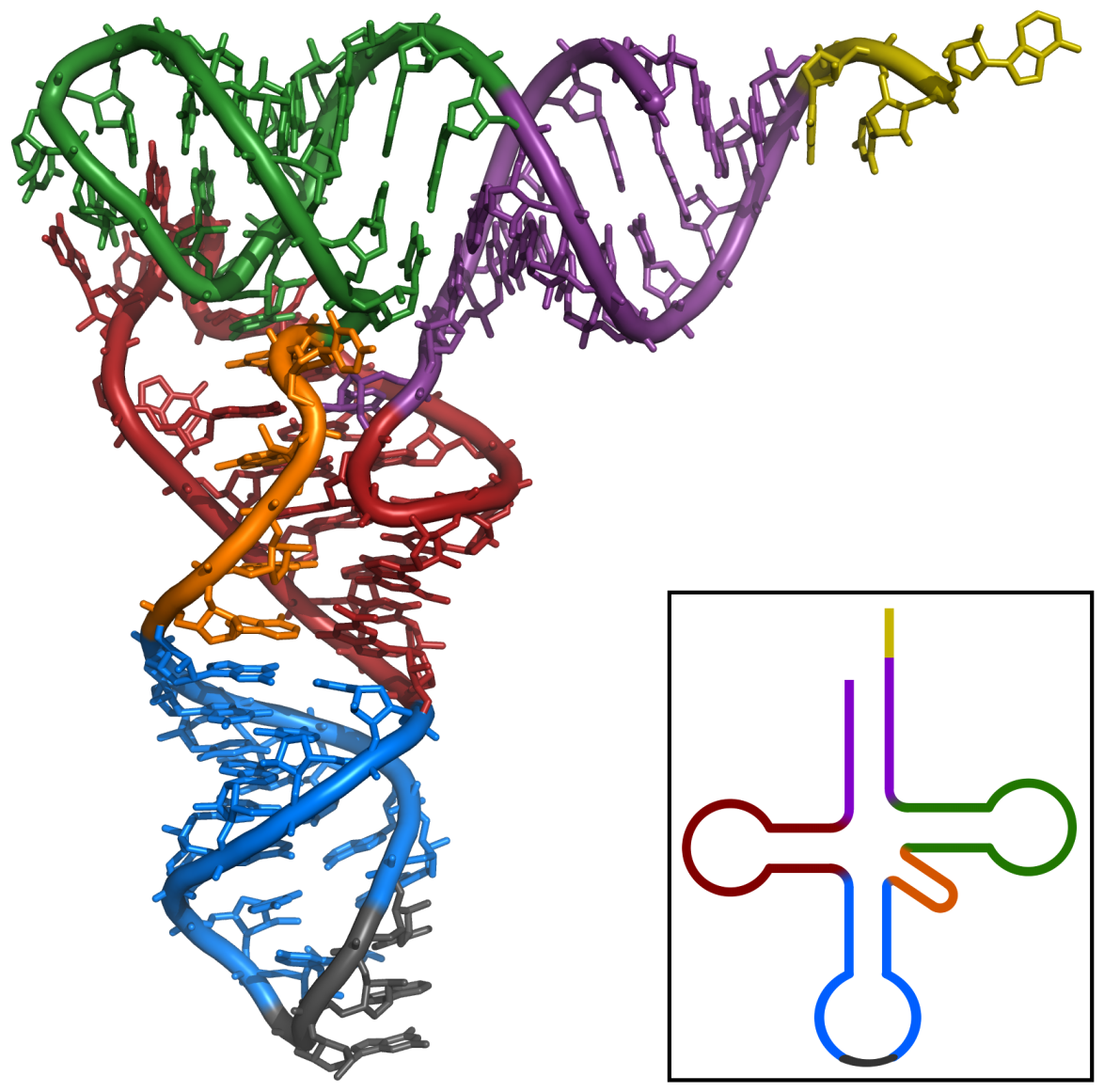
Ruimtelijke structuur van tRNA, een voorbeeld van niet-coderend RNA.

Niet-coderend RNA (Engels: non-coding RNA), vaak afgekort als ncRNA, is een RNA-molecuul dat niet getransleerd wordt naar een eiwit. Hoewel deze RNA-transcripten, die van nature veel voorkomen in een cel, niet voor eiwitten coderen, vervullen ze verschillende functies. Ze kunnen bijvoorbeeld een enzymatische, structurele of regulerende rol hebben. Een aantal belangrijke typen niet-coderende RNA's zijn ribosomaal RNA, transfer RNA, en kleinere RNA-moleculen zoals miRNA, siRNA en snoRNA.
Het aantal genen dat niet-coderende RNA's produceert in het menselijk genoom is onbekend, maar transcriptomische onderzoeken wijzen erop dat er duizenden niet-coderende transcripten in menselijke cellen voorkomen. Er is nog maar weinig bekend over de precieze functies van al deze transcripten. Ook is het moeilijk om te zeggen hoeveel van het niet-coderende RNA in de cel werkelijk een functie vervult; vermoed wordt dat ten minste een deel onbedoelde (bij)producten van de transcriptie zijn (spurious transcripts).

## Biologische functies
Niet-coderend RNA speelt een essentiële rol in vele cellulaire processen. Ze zijn bijvoorbeeld in alle bekende vormen van leven van centraal belang in de translatie, splicing, RNA-processing en genregulatie. Vermoedelijk zijn deze uiterst geconserveerde RNA-moleculen al zeer oud in de evolutie; er zijn aanwijzingen dat ze voorkwamen bij de laatste universele gemeenschappelijke voorouder (LUCA) en de RNA-wereld. Hun huidige functie is nog steeds het reguleren van de genetische informatiestroom, van DNA naar eiwit.

### Translatie

Structuur van het grote ribosoomdeel. De functionele kern van ribosomen wordt gevormd door een keten van RNA.

De meeste abundante niet-coderende RNA-moleculen spelen een rol in de translatie. Ribosomen zijn organellen in de cel waarin eiwitsynthese plaatsvindt. Het ribosoom bestaat voor het merendeel uit ribosomaal RNA; drie verschillende RNA-ketens in prokaryoten en vier in eukaryoten. Deze ncRNA's vormen de katalytische kern van het ribosoom. Ribosomaal RNA is overigens de meest voorkomende vorm van RNA in de cel, het vertegenwoordigt meer dan 80% van het RNA in sneldelende cellen. Andere RNA-moleculen, transfer-RNA's genaamd, vormen de dragermoleculen die aminozuren aanvoeren naar de groeiende eiwitketen.
Een andere alomtegenwoordige ncRNA, RNase P genaamd, is nodig voor de maturatie van tRNA-sequenties. RNase P heeft als taak om het enkelstrengse uiteinde van een pre-tRNA-molecuul af te knippen. RNase P is een typisch voorbeeld van een RNA-molecuul met katalytische activiteit; een zogenaamd ribozym. In bacteriën heeft het niet-coderende transfer-messenger RNA (tmRNA) een rol bij het oplossen van een vastgelopen translatieproces en het afbreken van afwijkende polypeptiden.

### Splicing
Het spliceosoom, het ribonucleoproteïnecomplex dat splicing uitvoert, wordt voor een belangrijk deel gevormd uit niet-coderend RNA. Splicing is het proces waarbij introns uit het pre-mRNA-transcript worden weggeknipt. Het niet-coderende RNA waaruit het spliceosoom is opgebouwd, heet snRNA (small nuclear RNA). Deze RNA-ketens vormen met geassocieerde eiwitten de zogenaamde snRNP's. Dit zijn de subunits van het spliceosoom en ze verzorgen de maturatie van mRNA. Sommige introns hebben een complexe secundaire structuur en zijn katalytisch actief; in enkele gevallen kunnen ze zelfs zichzelf uit de pre-mRNA-keten knippen.

## Rol in ziekten

### Kanker
In kankercellen is vaak sprake van een abnormale expressie van verschillende niet-coderende RNA-moleculen, waaronder miRNA, lang ncRNA, GAS5, telomerase-RNA en Y-RNA. Deze RNA-transcripten spelen een rol bij de regulatie van genexpressie, het starten van DNA-replicatie en het onderhoud van telomeren. Wanneer niet-coderend RNA deze belangrijke functies niet goed meer vervullen, kunnen cellen ernstig ontregeld raken en zich ontwikkelen tot kankercellen.
Kiembaanmutaties in bepaalde miRNA's zijn in verband gebracht met chronische lymfatische leukemie, en specifieke variaties in miRNA's kunnen bijdragen aan een familiaire vorm van borstkanker. Het p53-eiwit, een cruciale tumoronderdrukker, wordt eveneens gereguleerd door ncRNA's. Ook zijn er aanwijzingen dat lange, niet-coderende RNA-moleculen zoals Linc00707 bij sommige vormen van kanker een rol spelen in de metastasering en eiwitexpressie van de kankercel.